# Cepacol
Cepacol é uma marca de produtos de higiene pessoal e produtos para o alívio de dor de garganta. É distribuído nos Estados Unidos pela Reckitt Benckiser. A marca foi originalmente propriedade de J.B. Williams, que foi adquirida pela Combe Incorporated que vendeu posteriormente seus negócios a Reckitt Benckiser em 2011.  A marca Cepacol existe fora dos EUA, incluindo no Canadá, embora os proprietários das marcas e formulações podem variar em função do mercado. Na Austrália, a marca é propriedade da Bayer; no Brasil, a marca é propriedade da Hypera Pharma., [2]
Globalmente, Cepacol possui uma linha de pastilhas, sprays para aliviar dores de garganta e, no Brasil, antisséptico bucal produzido para ajudar a combater os germes causadores das cáries, placa bacteriana e mau hálito.
Foram originalmente reconhecidos pelo seu enxaguante amarelo, cujo ingrediente ativo é o cloreto de cetilpiridínio. Cepacol alega que o seu antisséptico bucal é a marca mais utilizada em hospitais. Depois de uma forte presença no mercado de ações,[1],  Cepacol começou a lançar diferentes produtos de higiene e saúde, incluindo pastilhas para a garganta. Os principais ingredientes ativos das pastilhas sem açúcar são cloreto de cetilpiridínio, benzocaína (que produz a sensação anestesiante), e mentol. O principal ingrediente ativo nos sprays para dor de garganta é o cloridrato de diclonina.

No Brasil, a marca disponibiliza enxaguantes bucais com o ativo Cloreto de cetilpiridínio, nos sabores Menta e Tutti-Frutti.